# Шаре (Горња Лоара)
Шаре (фр. Charraix) је насељено место у Француској у региону Оверња, у департману Горња Лоара.
По подацима из 2011. године у општини је живело 91 становника, а густина насељености је износила 9,62 становника/km².

## Демографија
| 1962. | 1968. | 1975. | 1982. | 1990. | 2011. |
| ----- | ----- | ----- | ----- | ----- | ----- |
| 162   | 173   | 152   | 130   | 111   | 91    |